# Cinthya Lobato
Cinthya Amaranta Lobato Calderón (Xalapa-Enríquez, Veracruz de Ignacio de la Llave) es una empresaria, y política Veracruzana. Fue diputada local por Representación Proporcional, en la LXIV Legislatura del Congreso del Estado de Veracruz.

## Biografía
Tuvo una infancia con un ejemplo político, ya que su padre José Luis Lobato Campos fue un político de larga trayectoria reconocido en Veracruz. 
La actual legisladora, se matriculó en la Universidad de Villa Montalto en Florencia, Italia, siendo vigentemente licenciada en Administración de Empresas. Asimismo es intérprete traductora en los idiomas, italiano, inglés y francés.
Ha sido diputada local por el distrito XI, Xalapa 1, en la LX legislatura del Congreso del Estado de Veracruz.

## Actividades actuales como Diputada de la LXIV Legislatura de Veracruz 2016-2018
Se tomará en cuenta que sus comisiones son: 
- Presidenta de la Comisión de Desarrollo y Fortalecimiento Municipal, Presidenta.
- Vocal de la Comisión de Salud y Asistencia, Vocal.
- Secretaria de la Comisión de Transparencia, Acceso a la Información y Parlamento Abierto, Secretaria.
- Presidenta de la Comisión Especial para los Festejos del Centenario de la Constitución Política de los Estados Unidos Mexicanos de 1917.

Como Presidenta de la Comisión de Desarrollo y Fortalecimiento Municipal, ha impulsado el Plan de Desarrollo Municipal, por medio de varios foros y capacitaciones para que este se lleve de forma acreditada a los 212 municipios de Veracruz, Financió el Proyecto Afrocorazón, del Director Cristian Texon, donde se capacitó a diferentes municipios como: Alto Tío Diego, Almolonga, Chicuasen, etc. en temas de sus carnavales afromestizos. 
Como Secretaria de la Comisión de Transparencia, ha exhortado a varias instituciones del estado de Veracruz a hacer una mayor rendición de cuentas. 
Como Vocal en la Comisión de Salud, Cinthya Lobato presentó la Ley para la Atención del Autismo.

## Trayectoria Política y Empresarial
- Gerente Regional de Ventas de la Compañía Editorial Nueva Imagen, Xalapa, Veracruz. 1999 – 2016

- Apoyo en Asistencia Social a los municipios de Tlalnelhuayocan, Tlaltetela y Xalapa.

- Implementación de talleres sobre violencia familiar.
- Promotora del consejo de sabios del estado de Veracruz, A.C.
- Realización de ferias comunitarias en zonas marginadas de Xalapa